# Усадьба Е. В. Веселовской
Усадьба Е. В. Веселовской — архитектурный ансамбль в историческом центре Нижнего Новгорода, Большая Печёрская улица, 1, 3. Главный дом усадьбы построен в 1839 году. Автор проекта — первый городской архитектор Нижнего Новгорода Г. И. Кизеветтер. Усадебный комплекс расположен на пересечении улиц Пискунова и Большой Печёрской.
В ансамбль входят: главный дом и каменный флигель. Весь исторический комплекс сегодня — объект культурного наследия Российской Федерации.

## История
В начале XIX века участок земли на пересечении Осыпи и Большой Печёрской улицы принадлежал дворянам Веселовским. В усадьбе Веселовских 7 октября 1828 года родился будущий сенатор Михаил Павлович Веселовский, оставивший мемуарные воспоминания о Нижнем Новгороде. Его отец — дворянин Нижегородской губернии, статский советник Павел Алексеевич Веселовский, мать — Екатерина Васильевна, в девичестве Демидова. Усадьба была записана на её имя.
В период 1834—1839 годов, при переустройстве Нижнего Новгорода, были определены новые красные линии улиц и старый усадебный дом оказался внутри двора. Е. В. Веселовская (урождённая Демидова) заказала архитектору Г. И. Кизеветтеру проект нового каменного двухэтажного дома на сводчатых подвалах. Проект был утверждён императором 4 февраля 1839 года. По проекту здание получило хорошо прорисованные наличники окон второго этажа и рустовку первого.
Закладка фундаментов состоялась весной 1839 года, при этом, по воспоминаниям М. П. Веселовского: «долго не могли дорыть до материка: всё вынимали рыхлую землю со множеством человеческих костей. Должно быть в старину тут был ров, наполненный трупами после какого-нибудь сражения». На данном участке в средневековье располагались Печёрские крепостные ворота рубленого Малого острога. К концу года дом был построен, а в следующем году закончена внутренняя отделка помещений.
Здание имело оригинальную планировку, обусловленную угловым положением. Оно состояло из двух симметричных в плане и по фасаду крыльев, развёрнутых по отношению друг к другу под углом 110 градусов вдоль красных линий улиц Малой и Большой Печерской. Вход в здание располагался в южной конечности крыла фасада по Малой Печерской. Фасад был оформлен в строгом классицистическим стиле в соответствии с проектом. В 1848 году к крылу здания по Малой Печерской были пристроены каменные одноэтажные сени с подвальным этажом. На месте парадной двери было сделано окно.
В середине XIX века в западной части усадьбы находились двухэтажный деревянный дом, каменный двухэтажный флигель, деревянный флигель, конюшня, каретные сараи, кладовая, дровяной сарай и прачечная. Восточная часть — занята садом, в глубине которого стояла беседка. В 1855 году в восточной части участка, за лавкой-флигелем, проектировались деревянные службы.
В 1870-е годы усадьбой владели Зябловы. К рубежу XIX—XX веков была произведена перестройка углового дома. Одноэтажная постройка 1848 года была надстроена вторым этажом. С тыльной стороны пристраивается объём, из-за чего внутреннее пространство за домом приобрело вид колодца. Были выстроены каменные флигель и службы. К 1881 году была перестроена бывшая лавка-флигель (современный дом № 3 по улице Большой Печерской), первоначальный объём здания был увеличен почти в два раза, а архитектура кардинально изменена. Земельный участок под домом был выделен из усадьбы и позже им владели многочисленные наследники С. К. Кузьмина и А. С. Вяхирев.
В 1901 году главный дом усадьбы выкупило Министерство финансов под размещение в нём Нижегородской казённой палаты, которая располагалась здесь вплоть до революции. Для её нужд здание было перестроено в 1907 году. Снесена одноэтажная каменная пристройка. Входы с Малой и Большой Печёрских улиц были оформлены двухколонными портиками, изменён рисунок наличников окон.
В первые годы советской власти в одном из выходящих во двор выступов здания жила жена Я. М. Свердлова. В 1930-х годах здание, как и бывшая лавка, было надстроено двумя этажами, сильно исказился облик здания. Надстройка обоих домов производилась с целью строительства квартир для работников пивзавода.
В 1970-х годах вся южная часть квартала пошла под снос. В течение XX века деревянная застройка усадьбы была полностью утрачена, как и усадебный сад. В 1970-е к главному дому по улице Пискунова с южной стороны был пристроен двухэтажный объём здания ателье «Трикотаж» (сегодня в здании расположен банк). Далее по улице Пискунова был построен универсам в стиле советского модернизма. В середине квартала был возведён типовой 9-этажный дом.
В современный период была полностью утрачена историческая застройка квартала по улицам Нестерова и Ульянова. На её месте был выстроен комплекс многоэтажных офисных зданий. Раннее из них, расположенное по улице Большая Печерская, дом № 5, арх. И. Гольцев, 1999—2000 годов, проектировалось с применением «средового» подхода, учитывающего исторический контекст сложившейся городской среды. Прочие современные здания имели архитектуру контрастную по отношению к исторической застройке, уничтожив исторические виды территории.
К 2019 году главный дом усадьбы расселён, запланирована реставрация фасадов и кровли к 800-летию Нижнего Новгорода. В 2020 году вместо запланированных работ по реставрации флигеля, здание было надстроено четвёртым этажом.